# Луций Пинарий Натта (начальник конницы)
Лу́ций Пина́рий На́тта (лат. Lucius Pinarius Natta; умер после 349 года до н. э.) — древнеримский военачальник и политический деятель из патрицианского рода Пинариев Натт, начальник конницы 363 года до н. э. Вершиной гражданской карьеры Натты стала претура 349 года до н. э.

## Биография
Луций Пинарий принадлежал к знатному патрицианскому роду. В 363 году до н. э. его назначил начальником конницы диктатор Луций Манлий Капитолин Империоз. Вместе они боролись против язвы в Риме и против выступлений плебеев.
В 349 году до н. э. Натта уже занимал должность претора: в этом качестве он принимал деятельное участие в борьбе против пиратов в Греции. В последующие годы Луций Пинарий уже не упоминается в источниках.